# Who Needs Love
Who Needs Love è il nono album del gruppo acid jazz inglese Incognito, pubblicato nel 2002 dall'etichetta discografica Dôme Records.

## Tracce
1. Can't Get You Out of My Head (Matt Cooper, Julian Crampton, Dominic Glover, Jean-Paul Maunick, Jamie Norton) - 4:33
2. People at the Top (Maunick, Dominic Oakenfull) - 4:44
3. Morning Sun (Cooper, Maunick, Joy Rose) - 4:34
4. Stone Cold Heart (Maunick, Norton) - 6:05
5. Cada Dia (Day by Day) (Cooper, Maunick, Nichol Thompson) - 4:48
6. If You Want My Love (Harvey, Paige Lackey, Maunick) - 4:04
7. Don't Be a Fool (M.Edwards, Maunick) - 4:53
8. Byrd Plays (Cooper, Maunick) - 5:33
9. Where Love Shines (Simon Grey, Maunick) - 6:51
10. Did We Really Ever Try (Edwards, Maunick) - 6:17
11. Blue (I'm Still Here With You) (Maunick, Kelli Sae, Paul Weller) - 5:56
12. Fly (Cooper, Crampton, Glover, Maunick)